# Chunganahalli, Belur
Chunganahalli là một làng thuộc tehsil Belur, huyện Hassan, bang Karnataka, Ấn Độ.